# Linia Moskiewsko-Piotrogrodzka
Linia Moskiewsko-Piotrogrodzka (ros. Московско-Петроградская линия) – druga linia metra w Petersburgu, otwarta 29 kwietnia 1961 roku. Jej długość wynosi 30,1 kilometrów i dysponuje ona 18 stacjami. Na mapie jest oznaczana literą 2 i niebieskim kolorem.

## Historia
Poszczególne stacje były otwierane w następującej kolejności:
- 29 kwietnia 1961 - Tiechnołogiczeskij institut - Park Pobiedy (6,5 km, 5 stacji)
- 1 lipca 1963 - Tiechnołogiczeskij institut - Pietrogradskaja (5,9 km, 4 stacje)
- 25 grudnia 1969 - Park Pobiedy - Moskowskaja (1,8 km, 1 stacja)
- 25 grudnia 1972 - Moskowskaja - Kupczino (? km, 2 stacje)
- 5 listopada 1982 - Pietrogradskaja - Udielnaja (7,2 km, 3 stacje)
- 19 sierpnia 1988 - Udielnaja - Prospiekt Proswieszczenija (3,7 km, 2 stacje)
- 26 grudnia 2006 - Prospiekt Proswieszczenija - Parnas (1,3 km, 1 stacja)

## Charakterystyka

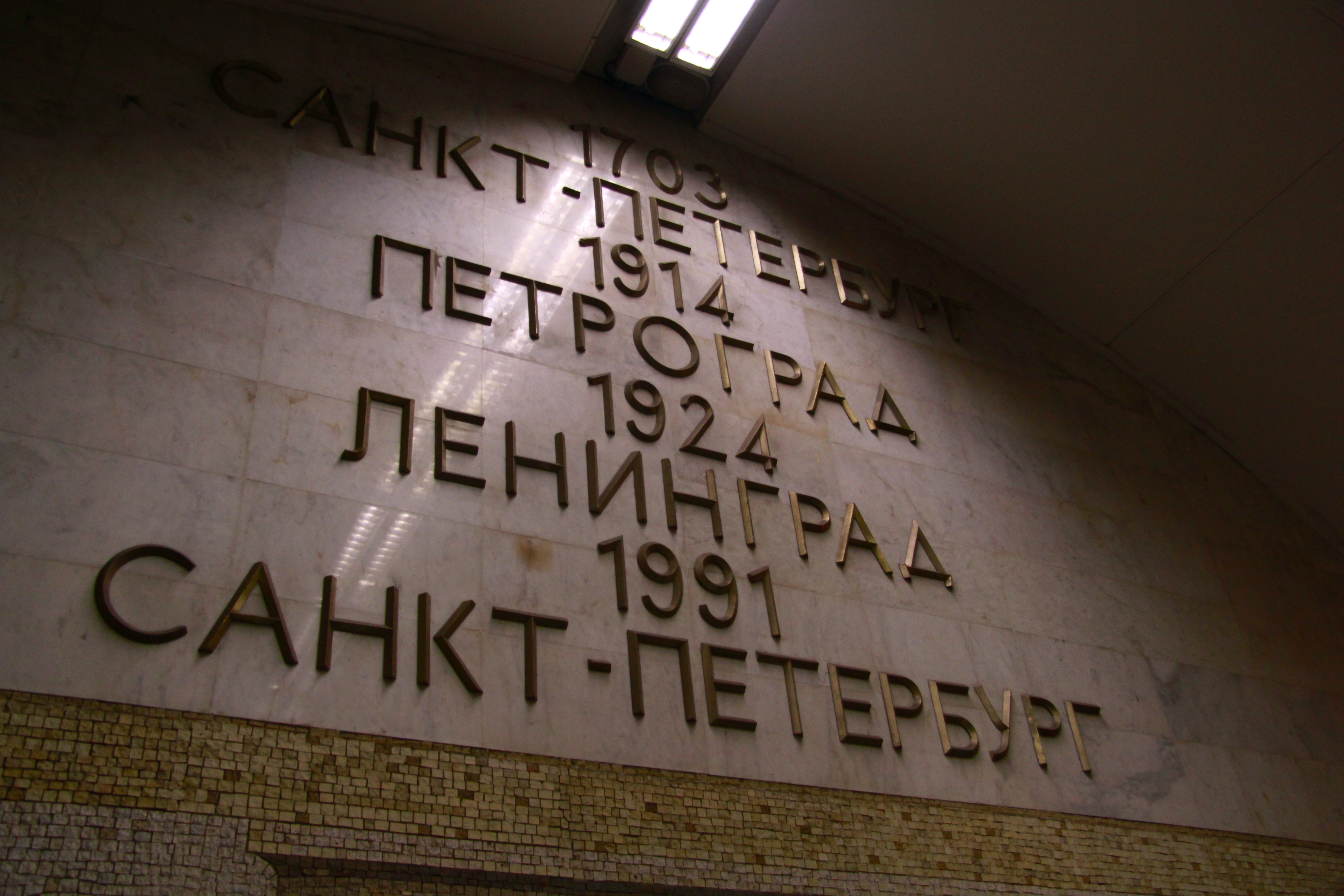
Dekoracja na stacji Siennaja Płoszczad´, ukazująca zmiany nazwy miasta.

Linia Moskiewsko-Piotrogrodzka charakteryzuje się najwyższym natężeniu ruchu w petersburskim systemie metra. Pod względem taboru kolejowego i sprzętu technicznego jest ona także najlepiej wyposażona. Znajdujący się na jej trasie Park Pobiedy jest pierwszą stacją na świecie w której zastosowano system automatycznie rozsuwanych drzwi peronowych. Stacje w południowej części linii nie są położone tak głęboko jak w jej północnej części, znajdując się przeważnie na głębokości około 35 metrów. Linia łączy południowe osiedla metropolii nad Newą (tzw. sypialnie) z zakładami przemysłowymi położonymi na północnych rubieżach miasta. Czas przejazdu całej linii trwa około 47 minut. 
Duża część stacji wykonana jest w stylu funkcjonalizmu charakterystycznego dla epoki Nikity Chruszczowa, co oznacza że nie są one tak bogato dekorowane jak stacje z czasów stalinowskich. Obecny kształt linii uznawany jest przez władze metra za finalny i do 2020 roku nie jest planowana praca nad jej rozbudową. Istnieją jednak pomysły przedłużenia linii tak by uzyskać bezpośrednie połączenie portem lotniczym Pułkowo. Linia jest obsługiwana przez jedną zajezdnię, TCz-3 Moskowskoje.

## Lista stacji i zajezdni

### Stacje
- Parnas (Парнас)
- Prospiekt Proswieszczenija (Проспект Просвещения)
- Ozierki (Озерки)
- Udielnaja (Удельная)
- Pionierskaja (Пионерская)
- Czornaja Rieczka (Чёрная Речка)
- Pietrogradskaja (Петроградская)
- Gor´kowskaja (Горьковская)
- Niewskij prospiekt (Невский Проспект) - przejście na linię Newsko-Wasileostrowską
- Siennaja Płoszczad´ (Сенная Площадь) - połączenie z liniami: Prawobrzeżną i Frunzeńsko-Nadmorską
- Tiechnołogiczeskij Institut-2 (Технологический Институт) - połączenie z linią Kirowsko-Wyborską
- Frunzenskaja (Фрунзенская)
- Moskowskije Worota (Московские Ворота)
- Elektrosiła (Электросила)
- Park Pobiedy (Парк Победы)
- Moskowskaja (Московская)
- Zwiozdnaja (Звёздная)
- Kupczino (Купчино)

### Zajezdnie
- TCz-3 Moskowskoje (ТЧ-3 «Московское»)